# David Byrne (polític)
David Byrne (Monasterevin, Irlanda 1947) és un jutge i polític irlandès que fou Comissari Europeu de Salut i Protecció al Consumidor entre 1999 i 2004.

## Biografia
Va néixer el 6 d'abril de 1947 a la ciutat de Monasterevin, població situada al Comtat de Kildare. Va estudiar dret a la Universitat de Dublín, i un cop llicenciat ha estat advocat i jutge en totes les instàncies judicials del seu país, al Tribunal de Justícia de les Comunitats Europees i al Tribunal Internacional d'Arbitratge entre 1990 i 1997.

## Activitat política
Membre del Fianna Fáil l'any 1997 fou nomenat Fiscal General d'Irlanda per la coalició governamental. Com un dels negociadors de l'Acord del Divendres Sant de 1998 va elaborar i supervisar les grans reformes constitucionals que exigiren l'acord, que va ser aprovat per referèndum al maig del mateix any. Byrne també va informar sobre les esmenes constitucionals necessàries perquè Irlanda ratifiqués el Tractat d'Amsterdam.
El setembre de 1999 fou proposat pel govern com a membre de la Comissió Europea, esdevenint Comissari Europeu de Salut i Protecció al Consumidor en la Comissió Prodi, càrrec que va compartir des de l'1 de maig de 2004 amb el txec Pavel Telička fins al final del mandat el novembre del mateix any.